# Lentinellus
Genre
Lentinellus est un genre de champignons basidiomycètes de la famille des Auriscalpiaceae. Ils étaient jadis classés dans les Lentinus.
Il comprend notamment le lentin en colimaçon (Lentinellus cochleatus) qui est l'espèce type.
Les Lentinellus se distinguent des Lentinus par la présence de gléocystides et de spores amyloïdes. La présence de lactifères évoque, pour Romagnesi une parenté avec les Russules. NCBI les classe d'ailleurs parmi les Russulales.

## Liste des espèces
Selon Catalogue of Life :
- Lentinellus brunnescens
- Lentinellus calyciformis
- Lentinellus castoreus
- Lentinellus cochleatus
- Lentinellus crawfordii
- Lentinellus flabelliformis
- Lentinellus laurocerasi
- Lentinellus micheneri
- Lentinellus montanus
- Lentinellus omphalomorphus
- Lentinellus pulvinulus
- Lentinellus semivestitus
- Lentinellus tridentinus
- Lentinellus ursinus
- Lentinellus vulpinus

## Sources et références
- André Marchand : Champignons du Nord et du Midi, tome II/IX (Hachette 1973)  (ISBN 84-399-5721-1)